# Économie matin
Économie matin est un journal internet français d’information économique, sans édition papier. Il reprend le titre de l’hebdomadaire économique papier éponyme français qui paraissait le lundi, de 2004 à 2008, en France et en Belgique (Bruxelles).
La fiabilité du média a été mise en cause à plusieurs reprises.

## Origine
Les fonds d’investissement Groupe UFG, IDFD et Spinnaker rejoignent les actionnaires historiques (la Société Bretonne de Développement, Bleucom, Datops, et le fondateur, Jean-Baptiste Giraud) au printemps 2006. Leur investissement permet de porter le tirage d’Économie matin à plus de 350 000 exemplaires (OJD). Le journal est également diffusé à Bruxelles. Le fonds d’investissement Spinnaker prend le contrôle total de la société, qui n'est pas rentable, en septembre 2007.
Économie matin devient un quotidien gratuit sur Internet en juin 2006, tout en conservant l'édition papier hebdomadaire.
Économie matin cesse d'être distribué dans sa version papier au début du mois de juin 2008, puis — après un dernier numéro en septembre 2008 — dépose son bilan et la société éditrice est mise en liquidation judiciaire début octobre 2008, ses actionnaires espagnols refusant de re-capitaliser la société.

## Relance du site
Le site est relancé en mai 2012 par Jean-Baptiste Giraud,. Économie matin affiche alors son ambition de publier une quinzaine d'articles par jour. 
Le site est homologué comme service de presse en ligne d’information politique et générale par la Commission paritaire des publications et des agences de presse,.
Dans la continuité d'une enquête de Next sur les médias francophones en ligne générés par intelligence artificielle, Arrêt sur images décrit début 2025 le système de publication d'Économie matin: depuis 2023, une multitude d'articles sont écrits automatiquement (par exemple pour produire des variantes du même article publiées sur différents sites du groupe, Économie matin, Politique matin, L'automobiliste, etc.) ou plagiés de sites anglophones.

## Critiques et mises en cause

### Saisine du Conseil de déontologie journalistique et de médiation
Le Conseil de déontologie est saisi en avril 2021 pour un article titré « Harcèlement au travail : des agents de sécurité en appellent à leur direction », et relatant le licenciement puis la réintégration après refus par l'inspection du travail d'un délégué syndical accusé d'être un harceleur. Le Conseil de déontologie juge en novembre la saisine par cette personne "partiellement fondée".

### Fiabilité; affaire Avisa Partners
Le site publie une fausse information en janvier 2014 concernant une dispute entre Valérie Trierweiler et François Hollande qui aurait fait « trois millions d'euros de dégâts ». Dans une enquête, Le Monde indique que Jean-Baptiste Le Roux (ancien journaliste de Valeurs actuelles et Causeur, et animateur sur Radio Notre-Dame) a propagé cette rumeur sans aucune vérification ; le canular est ensuite largement diffusé par la réinfosphère.
En 2022, dans une enquête réalisée par trois journalistes d'Arrêt sur images, Loris Guémart, Maurice Midena et Yann Mougeot, Économie matin est soupçonné avec plusieurs autres médias en ligne, notamment le HuffPost ou encore Les Échos, d'avoir publié de faux articles en faveur de clients ou à l'encontre de concurrents de l'agence d'intelligence économique Avisa Partners (anciennement  iStrat) accusée de désinformation par plusieurs enquêtes journalistiques.